# Balti-tengeri hadszíntér (I. világháború)
Az első világháború Balti-tengeren folyó harcai az Orosz Birodalom 1914. augusztus 1-én bekövetkezett hadba lépését követően indultak meg. A Német Császári Haditengerészet Balti-tengeren állomásozó, régi sorhajók alkotta IV. és V. divíziója torpedónaszádokkal és néhány újabb cirkálóval 1914 őszén súlyos csapásokat mért az orosz kikötőkre, ezért az orosz flotta működése a térségben korlátok közé szorult. Az orosz tengeralattjárók háborúeleji hadműveletei kudarccal végződtek, ezért orosz részről a német támadásokat főleg aknarakási műveletek követték. 1915 augusztusában a brit Admiralitás tengeralattjárókat küldött a térségbe a svéd–német kereskedelem megzavarása érdekében, de kezdeti sikereket követően 1917 végére a cári hajókkal együtt ezek is a Finn-öbölbe szorultak vissza. 1916-ban a harcok nagyrészt szüneteltek, és csak 1917 őszén került sor nagyobb összecsapásra a Baltikum partjainál, amikor is német csapatok bevették Rigát és egy nagyobb partraszálló hadművelet (Albion hadművelet) során elfoglalták a Hiiumaa és a Saaremaa szigeteket. Az orosz flotta igyekezete a németek visszaszorítására sikertelen maradt, és az októberi forradalmat követő változások miatt a németek elleni harc a breszt-litovszki béke aláírása után véget ért.

## A front eseményei

### Összecsapások 1914-ben
A világháború kitörését követően a világ tengerein megkezdődtek a harci cselekmények. A Balti-tengeren a Német Császári Haditengerészetnek főleg a IV.-és V. divízióba tartozó régebbi építésű, korszerűtlenebb hadihajói állomásoztak, melyekkel szemben az orosz Balti Flotta egységeim álltak. A német hadihajók újabb építésű torpedónaszádokkal és két modernebb cirkáló, az SMS Magdeburg és SMS Blücher támogatásával a háború első napjaiban támadásokat intéztek több fontos orosz kikötő, köztük Libava ellen. Az orosz haditengerészet nem tudott erőteljes választ adni a német támadásokra, inkább aknazár kiépítésére törekedett az ellenséges és baráti vizeken.
1914. augusztus 13-án a német Magdeburg cirkáló a sűrű ködben zátonyra futott a mai Észtországhoz tartozó Odensholm szigeten. A hajót kísérő romboló megpróbált segíteni a hadihajón, de ez meghiúsult, s megkezdte a legénység kimentését. A kiürítés akkor is folyt még, amikor megjelent a orosz Bogatir és Pallada cirkáló, mely megadásra szólította fel a német hajót. A hajón lévő maradék legénység megkísérelte a hajó elsüllyesztését, de ezt nem tudta befejezni. A német hajót elérő cirkálók legénysége tűzharcot vívott a németekkel, melynek több áldozata is volt. A hajót az oroszok sikeresen elfoglalták, megszerezve a német kódolt rádióüzenetek dekódolásához szükséges kódkönyveket.
1914. október 11-én az orosz aknazárépítés megzavarása miatt a Balti-tengerre vezényelt német SM U 26 jelzésű tengeralattjáró a Finn-öböl bejáratánál megtorpedózta a Pallada cirkálót. A cirkáló rövid időn belül elsüllyedt teljes legénységével együtt. A Pallada pusztulását követően a Balti Flotta parancsnoka, Nyikolaj von Essen elrendelte, hogy a jövőben a nagyobb hadihajók csak rombolók kíséretével hagyhatják el a honi kikötőket. Ezalatt tovább folyt az aknazár kiépítése. Alekszandr Kolcsak parancsnok és társai által vezetett cirkálók és torpedónaszádok több mint 1500 aknát telepítettek ellenséges vizeken. Ezek egyikére futott rá november 17-én a német SMS Friedrich Carl páncéloscirkáló, amely súlyosan megrongálódott és rövidesen elmerült. Az ezt követő időszakban mindkét fél fokozott aknaelhárítási tevékenységet fejtett ki, így a harcok valamelyest szüneteltek.

### Brit tengeralattjárók a Balti-tengeren

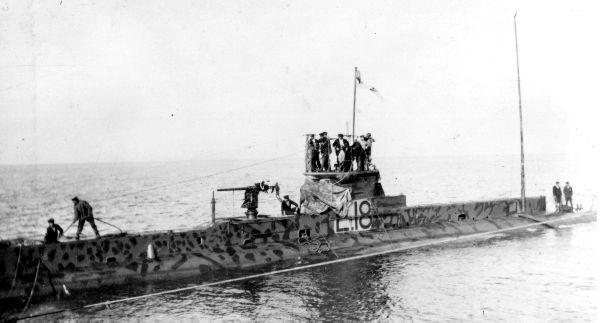
A brit HMS E18-as jelzésű tengeralattjáró Øresund közelében

A brit Admiralitás 1915 nyarán elhatározta, hogy tengeralattjárókat küld a balti-tenger térségébe, amik a balti orosz kikötőket kihasználva komolyan megzavarhatták a Balti-tengeren folyó, intenzív svéd–német árú és nyersanyag kereskedelmet. 1915 augusztusában hét darab angol E osztályú tengeralattjáró kísérelte meg a Kattegat-szoroson való átjutást, ami végül ötnek sikerült. A tengeralattjárók megérkezését követően további négy, C osztályú küldött az Admiralitás a térségbe, azonban az ekkora megerősített és riadóztatott német védelem miatt ezen hajók kénytelenek voltak megkerülni Észak-Európát és a Fehér-tengerről az oroszok által már kiépített csatornahálózat segítségével jutottak el a baltikumi kikötőkig. A megérkezett angol hajók nyomban harcba indultak, hogy a korábbi sikertelenség miatt megcsappant orosz morált helyreállítsák.
1915. október 23-án az HMS E8-as tengeralattjáró sikeresen megtorpedózta a német SMS Prinz Adalbert páncéloscirkálót. A hadihajó lőszerraktára felrobbant, majd rövid időn belül elsüllyedt. November 7-én az HMS E19-es tengeralattjáró elsüllyesztette az SMS Undine kiscirkálót. A Max Horton kapitány parancsnoksága alatt álló HMS E9-es tengeralattjáró 1915 folyamán sikeresen elsüllyesztett négy teherhajót, és 1915. december 17-én a hullámsírba küldte a német SMS Bremen kiscirkálót.
A kezdeti sikerek ellenére a balti-tengeren operáló brit tengeralattjárók nem tudtak komolyabb eredményeket elérni a háború hátralévő idejében. 1916 májusának végén egy német hadihajó elsüllyesztette az HMS E18-ast. A sikertelenség ellenére a búvárnaszádok részt vettek később az Albion hadműveletben részt vevő német egységek elleni harcban és a Moon-szorosban vívott csatában, előbbiben elvesztve a HMS C32-es tengeralattjárót.

### Hadműveletek 1915-ben

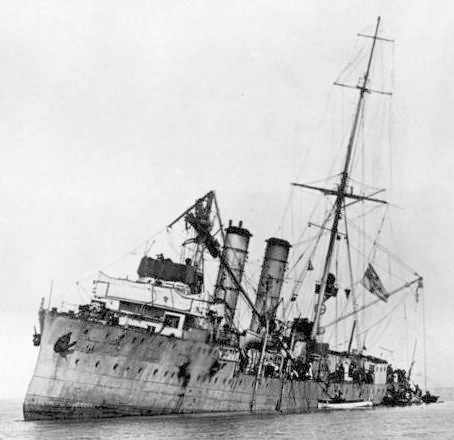
A zátonyra futott német Albatross aknarakó-cirkáló

1915. július 1-én egy orosz hajókötelék indult útra Mihail Bahirev parancsnoksága alatt abból a célból, hogy Memel (ma Klaipėda) német kikötőjét ágyúzza. A kötelékhez összesen három páncélos cirkáló, két védett cirkáló és egy romboló tartozott. Az orosz kötelék kifutásának idején az Åland-szigetektől nem messze a német SMS Albatross cirkáló aknákat telepített, kíséretét az SMS Roon páncélos cirkáló, az SMS Augsburg és-SMS Lübeck könnyűcirkáló és további hét romboló látta el. A német hajók parancsnoka, Johannes von Karpf a feladat végrehajtását követően rádión üzenetet küldött a német flottaparancsnokságra, amit azonban az orosz parancsnokság is fogott, és hamarosan sikeresen dekódolta azt.
A német üzenet megfejtését követően hamarosan értesítették Bahirev kötelékét, aki félbehagyta eredeti küldetését, és a német hajóraj állítólagos pozíció felé hajózott. Július 2. kora reggeli óráiban az oroszok észleltek két cirkálót, az Albatrosst és Augsburgot három rombolóval, majd tüzet nyitottak. Karpf azonnal parancsot adott a Libava felé hajózó Roon páncélos cirkálónak és a Lübecknek, hogy azonnal forduljanak vissza Gotland felé, továbbá megparancsolta az Albatrossnak, hogy keressen menedéket semleges svéd felségterületen. A menekülő Albatrosst hamarosan utolérték az orosz Bogatir és Oleg cirkálók, és az általuk súlyosan megrongálódott, égő német hajó zátonyra futott a svéd Estergorn szigeten. A sikeres akciót követően a Bajan, az Oleg és a Rurik cirkálók a bázis felé vették az irányt, azonban néhány órával később az Albatross megsegítésére érkező két német cirkálóba ütköztek. Rövid tűzpárbajt követően a munícióhiánnyal küszködő orosz hajók visszavonulásra kényszerültek. A sérült német hajók nem kockáztatták meg az orosz hadihajók üldözését egy esetleges orosz erősítés felbukkanásának veszélye miatt, így ők is visszavonultak.
1915 nyarán egy német flottakötelék támadást intézet a Rigai-öböl ellen, azonban ez nem vezetett eredményre.

### Német partraszállás a Baltikumban

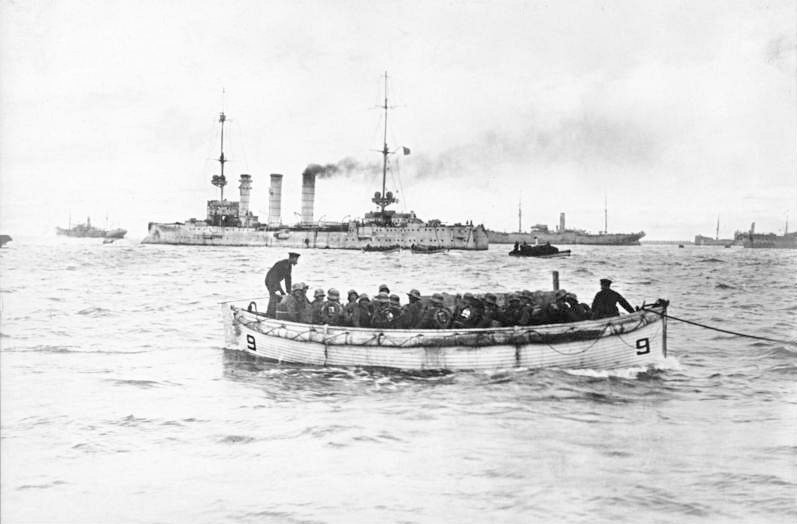
Német katonák partraszállása az Ösel-szigetnél

Az orosz hadsereg által indított Kerenszkij-offenzíva megállítását követően a német hadvezetés idejét látta annak, hogy kisebb erőkkel sikeres támadást indítson északon a Baltikum elfoglalása céljából. Nemsokára 15-és fél német hadosztályt csoportosítottak a Riga elleni támadásra, melyet további 615 löveg és 90 repülőgép támogatott. 1917. szeptember 1-én indult meg a hadművelet. A főcsapást a német csapatok a Dvinánál mérték az oroszokra, majd onnan északra fordulva szeptember 3-án bevették Rigát is. Szeptember 22-én a németek elfoglalták Jekabpilszt. A szárazföldi hadműveletekkel egy időben fontossá vált a tengerparti szakasz ellenőrzése és a Rigai-öböl bejáratánál fekvő szigetek feletti fennhatóság is. Ebből a célból került sor Németország egyetlen nagyobb első világháborús partraszálló hadműveletére, melyre október 12-és október 21. között került sor.
Az Ehrhard Schmidt altengernagy vezette flotta több mint 11 sorhajóból, 9 kiscirkálóból, 51 torpedónaszádból és számos aknaszedőhajóból állt, mely 100 repülőgép támogatásával október 12-ét követően elfoglalta az Ezel-szigetet, a Moon-szigetet és a Hiuma-szigetet. Az orosz Balti Flotta a német hadihajók megjelenését követően a flotta ekkori parancsnoka, Alekszandr Razvozov parancsot adott Mihail Bahirev tengernagynak, hogy támadja meg a német hajórajt, és hiúsítsa meg a német partraszállást. Az akció azonban nem ért el sikert, több orosz hadihajó, köztük a Szlava páncélozott kísérőhajó is elsüllyedt.
Ezt követően nem került sor nagyobb tengeri összecsapásra a Balti-tengeren. Az 1917-es októberi orosz forradalom győzelmét követően megindultak a béketárgyalásokat, amelyet közvetlenül megelőzte egy, a Balti-tengeren végrehajtott hadművelet. Ezen hadművelet során a Balti Flotta jégtörői segítségével 1918 márciusában a békekötést megelőzően a finn kikötőket elhagyva a flotta hajói a feltört jégen át baráti kikötőkbe hajóztak át.